# Johan Britz
Johan Emil Britz (ur. 19 lipca 1975 w Sztokholmie) – szwedzki polityk i urzędnik państwowy, od 2025 minister zatrudnienia.

## Życiorys
Absolwent ekonomii przemysłowej na Uniwersytecie w Linköping. W latach 2002–2004 był przewodniczącym Liberala studenter, organizacji studenckiej Ludowej Partii Liberałów (która w 2015 przyjęła nazwę Liberałowie). Do 2006 pracował w strukturze partii, był następnie rzecznikiem prasowym (2006–2007) i szefem gabinetu (2007–2013) ministra edukacji. W latach 2013–2014 pełnił funkcję sekretarza stanu w rządowym biurze ds. koordynacji. Od 2015 był zatrudniony na kierowniczych stanowiskach w Konfederacji Szwedzkich Przedsiębiorstw. W 2022 ponownie został sekretarzem stanu w rządowym biurze ds. koordynacji.
W czerwcu 2025 wszedł w skład rządu Ulfa Kristerssona, obejmując w nim urząd ministra zatrudnienia.